# الصفيحة الانتهائية
يتكون الجزء المتوسط من جدار الدماغ الأمامي من صفيحة رقيقة، وهي الصفيحة الانتهائية، والتي تمتد من الثقبة بين البطينين (ثقبة مونرو) إلى التجويف في قاعدة ساق بصري (العصب البصري) ويحتوي على الجهاز الوعائي للصفيحة الإنتهائية، الذي ينظم تركيز أسموزي من الدم. الصفيحة الإنتهائية هي مباشرة أمام الحدبة الرمادية؛ معا يشكلون السويقة النخامية.
يمكن فتح الصفيحة الإنتهائية عبر التنظير الداخلي جراحة المخ والأعصاب في محاولة لإنشاء مسار السائل النخاعي يمكن أن تتدفق من خلال عندما يكون الشخص لديه إستسقاء الرأس وعندما لا يكون من الممكن إجراء فغر البطين الثالث بالمنظار، لكن فعالية هذه التقنية ليست مؤكدة.
هذا هو نهاية منقاري (طرف) من الأنبوب العصبي (الجهاز العصبي المركزي الجنيني) في الأسابيع الأولى من التطور. سيؤدي فشل الصفيحة الإنتهائية في الإغلاق بشكل صحيح في هذه المرحلة من التطور إلى انعدام الدماغ أو ميرونسيفالي.

## صور إضافية

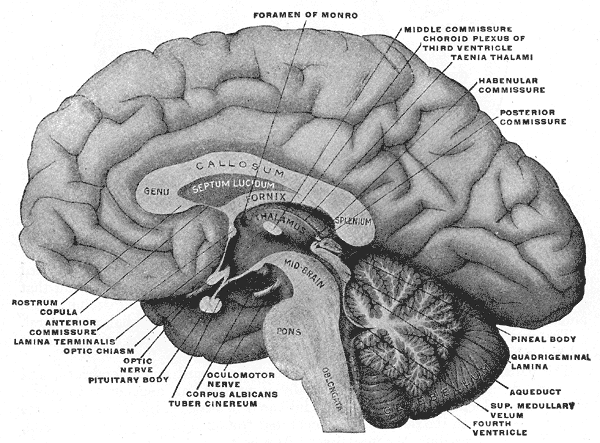
جانب إنسي للدماغ مقطوع في المستوى السهمي المتوسط.
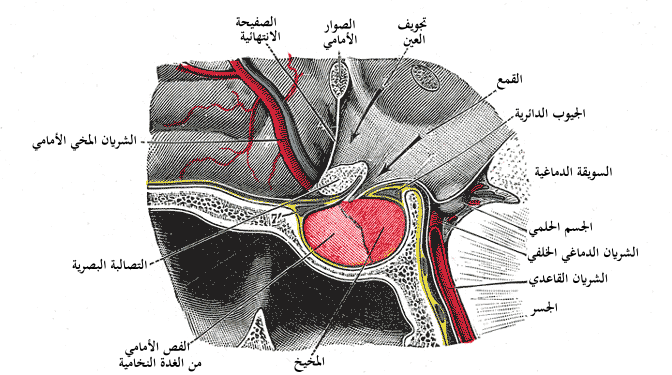
موقع الغدة النخامية، تظهر في مقطع سهمي.
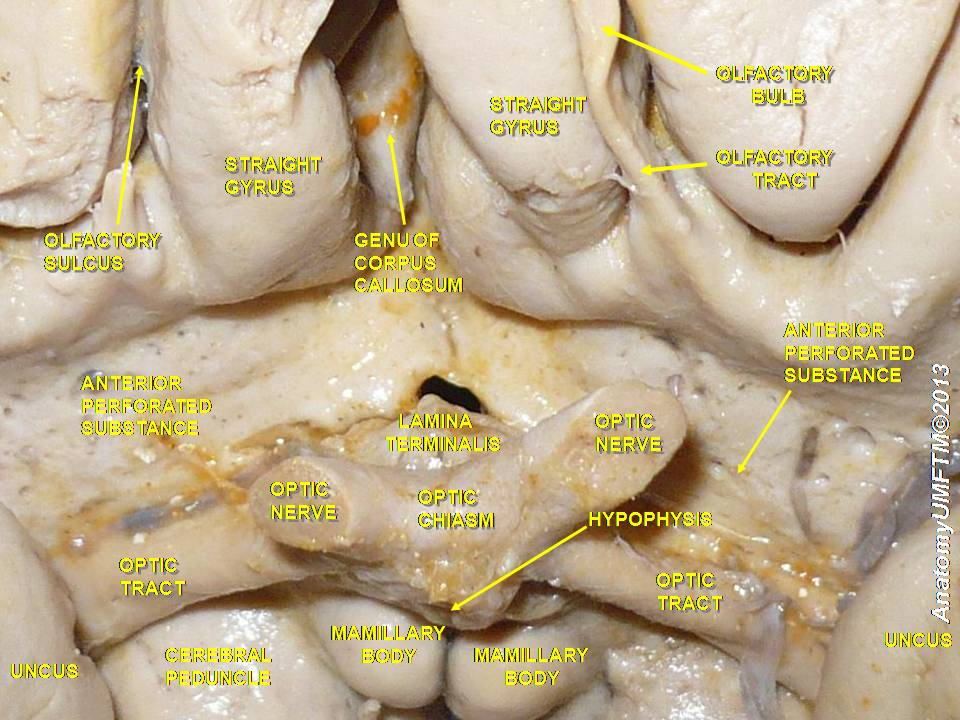
المخ. منظر من الاسفل، تشريح عميق

## روابط خارجية
قالب:CC, LT, CF, and F